# Chalcas

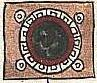
Glyphe der Chalcas aus dem Codex Mendocino

Die Chalcas waren ein Verbund von Stämmen oder Städten (Confederación Chalca) im vorspanischen Mexiko, die der aztekischen Expansion lange Zeit Widerstand leisten konnten. Ihr Siedlungsgebiet war das Gebiet rund um den – heute verschwundenen – Chalco-See im Südosten des heutigen Bundesstaates México in der Gegend um die Städte Chalco und Tlalmanalco.

## Geschichte
Wie viele andere Stammesgruppen oder Völker der Region führten die Chalcas ihren Ursprung auf den mythischen Ort Chicomóztoc zurück, der irgendwo nördlich des Hochtals von Mexiko anzusiedeln wäre und von manchen mit Tollan (Tula) gleichgesetzt wird. Im 14. und 15. Jahrhundert lieferten sich die Chalcas mit den benachbarten Azteken die sogenannten Blumenkriege (Nahuatl: xochiyaoyotl), die nicht auf die Eroberung eines Territoriums oder sonstiger materieller Beute abzielten, sondern allein der Beschaffung von Kriegsgefangenen dienten, die als Menschenopfer den Göttern dargebracht werden sollten. Im Jahr 1465 gelang dem Aztekenherrscher Montezuma I. (reg. 1440–1469) schließlich doch noch die Unterwerfung der Chalca-Region; sein späterer Nachfolger Tízoc (reg. 1482–1486) setzte die Anführer (tlatoani) jedoch in seinem Todesjahr wieder in ihre Ämter ein. Hernán Cortés fand in den Chalcas engagierte Verbündete bei der Eroberung des Aztekenreiches in den Jahren 1519 bis 1521.